# Hermann Schmidt (Politiker, 1880)
Hermann Friedrich Franz Schmidt (* 13. Juli 1880 in Nauen; † 1. Dezember 1945 in Berlin) war ein deutscher Jurist und Politiker (Zentrum).

## Leben und Beruf
Nach dem Abitur nahm Schmidt ein Studium der Rechtswissenschaften in Bonn auf, das er 1902 mit dem ersten und 1907 mit dem zweiten juristischen Staatsexamen abschloss. Er promovierte zum Dr. jur. und war seit 1913 als Amtsgerichtsrat in Berlin-Lichtenberg tätig. Von 1914 bis 1918 nahm er als Soldat am Ersten Weltkrieg teil, seit 1915 als Adjutant in Berlin. Er war seit 1920 Kammergerichtsrat und wurde 1927 Senatspräsident am Berliner Kammergericht. Zudem war er seit 1921 Mitglied des Berliner Auflösungsamtes für Familiengüter.
Schmidt war Mitglied der katholischen Studentenverbindung KDStV Bavaria Bonn im CV sowie Ehrenmitglied im KStV Semnonia Berlin im Kartellverband.

## Abgeordneter
Schmidt war 1919/20 Ratsmitglied der Gemeinde Lichtenberg und anschließend bis 1925 Ratsmitglied der Stadt Groß-Berlin. Von 1924 bis 1933 gehörte er dem Preußischen Landtag an. Im Parlament trug er den Namenszusatz Lichtenberg.

## Öffentliche Ämter
Schmidt wurde am 5. März 1927 als preußischer Staatsminister der Justiz in die von Ministerpräsident Otto Braun geführte Regierung des Freistaates Preußen berufen. Am 19. Mai 1932 trat er mit dem gesamten Staatsministerium zurück, führte die laufenden Geschäfte gemäß Art. 59 II der Verfassung offiziell aber bis zum 25. März 1933 weiter.